# 實德環球

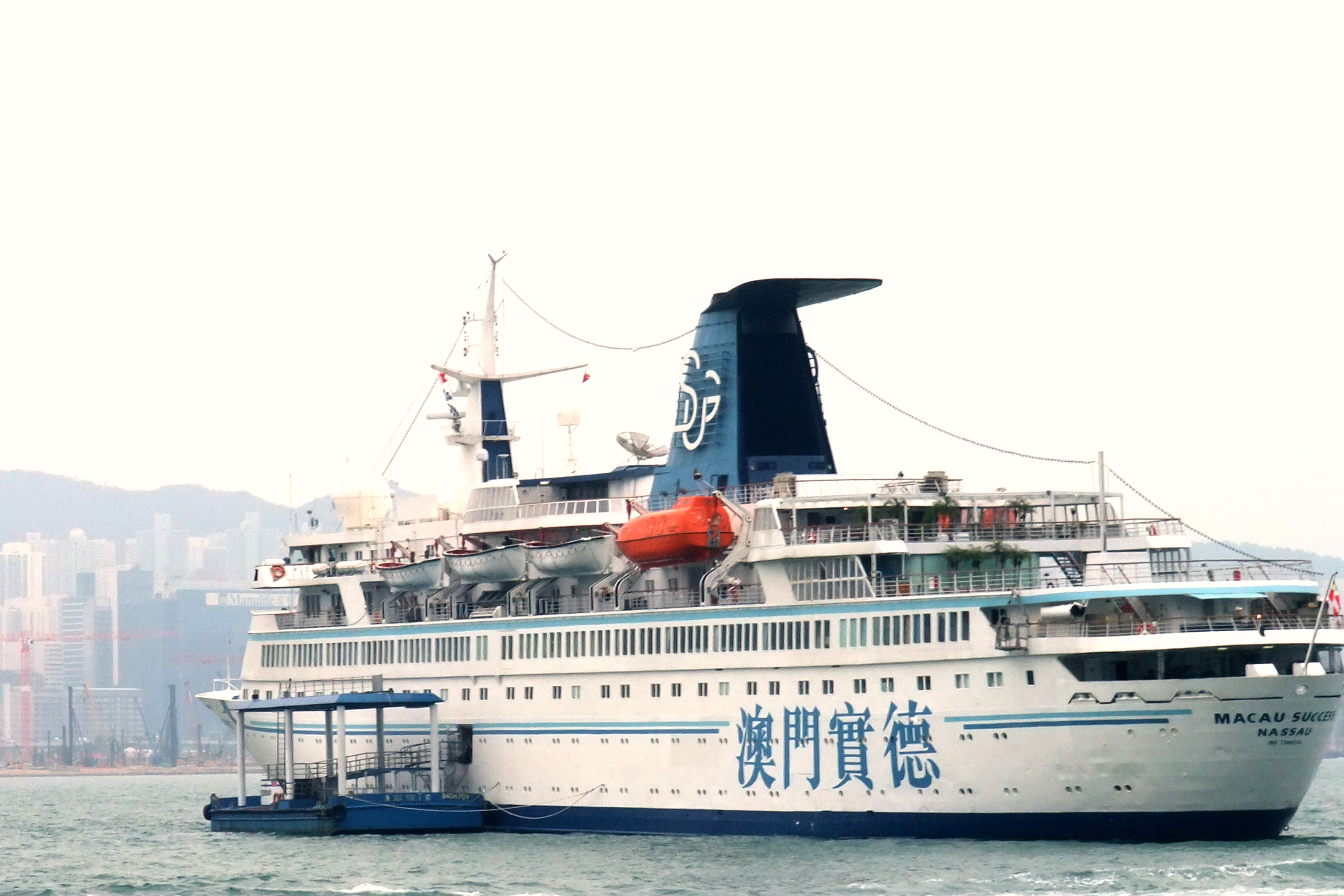
澳門實德郵輪

實德環球，前稱為“澳門實德”，是一家香港上市公司，（港交所：0487），主業旅遊、酒店、博彩娛樂及賭場等。該公司主席為楊海成，於百慕達註冊，總部設於香港夏慤道18號海富中心1座10樓1003-04A室。2009年5月27日，更名為“實德環球有限公司”。

## 相關
- 十六浦
- 陳國強 (商人)
- 澳門實德郵輪
- 澳門十六浦索菲特大酒店

## 外部連線
- 實德環球官方網站 （页面存档备份，存于）
- https://web.archive.org/web/20080124184812/http://www.irasia.com/listco/hk/macausuccess/profilec.htm